# Saonda
Il Saonda è un torrente che nasce presso Gubbio e scorre nel territorio comunale eugubino, prima bagnando la località Ponte d'Assi, poi lambendo il territorio di Valfabbrica, quindi sfociando alla riva destra del fiume Chiascio.

## Storia
Presso il torrente Saonda si trova il Castello di Colmollaro, dove secondo le cronache dell'epoca avrebbe alloggiato Dante Alighieri.